# YourFellowArab
Addison Pierre Maalouf (en árabe: أديسون بيير معلوف‎), conocido en línea como YourFellowArab o Arab, es un Youtuber y transmisor de videojuegos libanés-estadounidense. Se hizo conocido por recorrer lugares peligrosos y se volvió viral por reunirse con pandillas en Brasil, México y el Líbano.

## Carrera en línea
Maalouf subió su primer vídeo a YouTube el 18 de abril de 2016, donde comenzó a hacer comentarios y sketches y luego comenzó a transmitir en vivo jugando videojuegos como Fortnite y Grand Theft Auto V. En 2019 participó en torneos de Fortnite, ganó premios en metálico y comenzó a entrenar a otras personas en el juego. Después de la explosión de Beirut en 2020, Maalouf recaudó casi 20.000 dólares en donaciones para la Cruz Roja. 
El 30 de octubre de 2021, subió un vídeo titulado "The End" donde anunció que dejaría de transmitir videojuegos en vivo y, en su lugar, comenzaría a filmar interacciones de la vida real con personas. También lanzó su sitio web Arabuncut.com. 

## Aventuras
El 11 de diciembre de 2022, subió un vídeo a YouTube titulado "Estoy perdido" donde expresaba su deseo de documentar y explorar él mismo zonas peligrosas y poco visitadas. En julio de 2023, ganó la atención de los medios a nivel internacional después de entrevistar a miembros de la pandilla de la favela vestida de Balaclava en Río de Janeiro.  Volvió a visitar Brasil en enero de 2024 con el youtuber IShowSpeed en el que visitaron la comunidad Cidade de Deus en Río de Janeiro. 

## Secuestro
En medio de la guerra de pandillas en curso, el 13 de marzo de 2024, Maalouf viajó a Haití para entrevistar al notorio líder de una pandilla llamado Jimmy "Barbecue" Chérizier. Sin embargo, veinticuatro horas después de la llegada de Maalouf, supuestamente fue secuestrado por miembros de la banda 400 Mawozo y retenido por un rescate de 600.000 dólares junto con su guía Sean Roubens Jean Sacra.  El 28 de marzo, el hermano de Maalouf publicó en X (formalmente Twitter) confirmando su desaparición, al igual que su compañero YouTuber Miles Routledge y el amigo cercano de Addison, Sneako.  El 30 de marzo de 2024 afirmó en Twitter que había sido liberado. 